# Wutong, Fujian
Wutong (kinesiska: 梧桐) är en köping i sydöstra Kina. Den ligger i Yongtai härad i provinshuvudstaden Fuzhou i provinsen Fujian, omkring 68 kilometer sydväst om centrala Fuzhou. Antalet invånare är 24 613. Befolkningen består av 11 898 kvinnor och 12 715 män. Barn under 15 år utgör 17,0 %, vuxna 15-64 år 70 %, och äldre över 65 år 11,0 %.